# Gelbstirn-Blatthühnchen

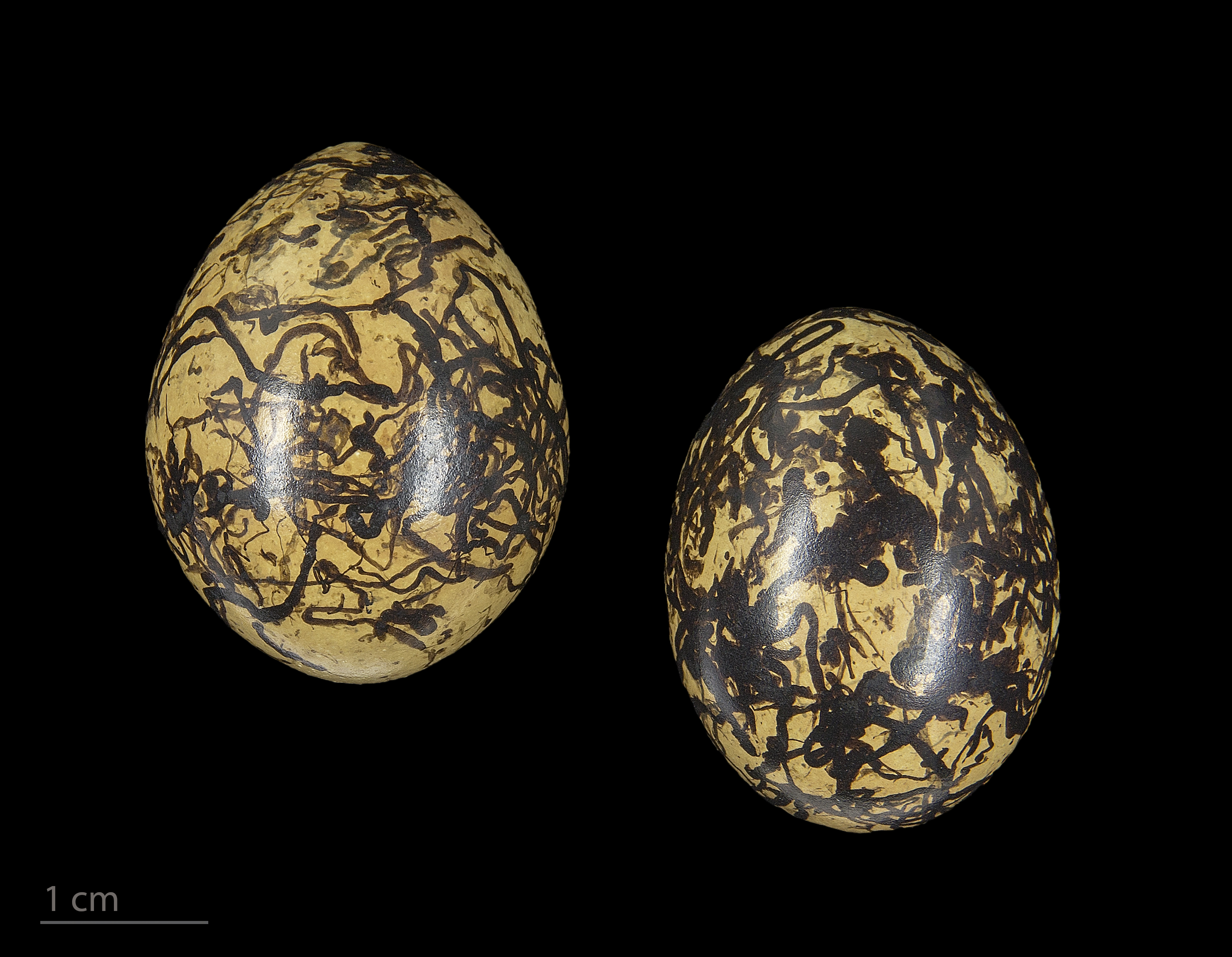
Eier des Gelbstirn-Blatthühnchens

Das Gelbstirn-Blatthühnchen (Jacana spinosa) ist ein amerikanischer Vogel aus der Ordnung der Regenpfeiferartigen (Charadriiformes).

## Merkmale
Das Gefieder des 23 cm langen Gelbstirn-Blatthühnchens ist am Kopf und Hals schwarz, an den  Flügeloberseiten und am Rücken dunkelrotbraun und an den Flügelunterseiten blassgrün oder gelb. Der Schnabel und der weiche, fleischige Stirnschild sind gelb und die Beine und langen Zehen gefärbt. Im Flug sind die leuchtend gelben Flecken an der Flügelunterseite zu sehen. Dieser Vogel hat wie alle Arten der Gattung Jacana je einen kurzen, kräftigen Sporn an jedem Flügel.

## Vorkommen
Das Gelbstirn-Blatthühnchen lebt an mit Schwimmpflanzen bewachsenen Binnengewässern in Texas,  Arizona, Mexiko, in Mittelamerika und der Karibik.

## Lebensweise
Mit seinen langen Zehen läuft das Gelbstirn-Blatthühnchen über Seerosenblätter, um Insekten, Schnecken und andere kleine Wirbellose zu fangen. Dieser Vogel schwimmt nur ungern und watet häufig durch das Flachwasser. Er fliegt nur gelegentlich und lässt dabei die Beine hängen.
Das Gelbstirn-Blatthühnchen betreibt simultane Polyandrie. Das heißt, ein Weibchen paart sich mit bis zu vier Männchen, die vier schwarz-gefleckte braune Eier in einem schwimmenden Nest ausbrüten und die Jungen versorgen.
Weibchen zerstören mitunter gezielt Gelege von Artgenossinnen, um sich anschließend selbst mit dem Männchen zu paaren. Durch diesen geplanten Ovizid, steigen die Chancen auf mehr eigenen Nachwuchs.